# Studentenstadt (metrostation)
Studentenstadt is een metrostation in de wijk Freimann van de Duitse stad München. Het station werd geopend op 19 oktober 1971 en wordt bediend door lijn U6 van de metro van München.
Het station is vernoemd naar de nabij gelegen Campus.